# Сеннар
Сенна́р (араб. سنار‎, Sennar, также Sannār, англ. Sennar) — город в Судане, административный центр провинции Сеннар.

## История
На протяжении нескольких веков был столицей королевства Сеннар. Современный город расположен в 17 км к юго-востоку от руин древнего.

## География
Расположен на Голубом Ниле, примерно в 280 км к югу от Хартума, на высоте 390 м над уровнем моря. Недалеко от города находится Сеннарская плотина, построенная в 1925 году для орошения окрестных полей, что способствовало развитию сельского хозяйства в регионе. В городе расположен университет Сеннар, основанный в 1977 году.

## Климат
| Показатель                    | Янв. | Фев. | Март | Апр. | Май  | Июнь | Июль | Авг.  | Сен. | Окт. | Нояб. | Дек. | Год   |
| ----------------------------- | ---- | ---- | ---- | ---- | ---- | ---- | ---- | ----- | ---- | ---- | ----- | ---- | ----- |
| Средний суточный максимум, °C | 33,5 | 35,5 | 38,9 | 41,3 | 41,1 | 38,7 | 35,2 | 33,9  | 35,3 | 37,5 | 36,4  | 34,1 | 36,8  |
| Средняя температура, °C       | 23,7 | 25,5 | 28,9 | 31,3 | 32,8 | 31,5 | 28,9 | 28,0  | 28,6 | 29,9 | 27,5  | 24,6 | 28,3  |
| Средний суточный минимум, °C  | 14,0 | 15,4 | 19,0 | 21,4 | 21,5 | 24,2 | 22,7 | 22,1  | 21,9 | 22,2 | 18,6  | 15,2 | 19,8  |
| Норма осадков, мм             | 0,0  | 0,0  | 0,0  | 0,0  | 20,5 | 66,1 | 99,2 | 135,9 | 84,5 | 13,7 | 0,2   | 0,0  | 420,1 |
| Источник:                     |      |      |      |      |      |      |      |       |      |      |       |      |       |

## Население
По оценочным данным на 2007 год население города составляет 143 059 человек.
Динамика численности населения по годам:
| Год              | Население |
| ---------------- | --------- |
| 1973 (перепись)  | 28 546    |
| 1983 (перепись)  | 42 803    |
| 1993 (перепись)  | 72 187    |
| 2007 (оценочное) | 143 059   |

## Палеоантропология
В местонахождении Синга (Singa) у города Сеннар на западном берегу Голубого Нила был обнаружен прогрессивный череп человека, для которого в 1996 году методом масс-спектрометрии U-Th и электрон-спин-резонанса была получена датировка 133±2 тыс. лет. Таксономические определение: Homo helmei, либо ранний Homo sapiens.